# 200 mètres brasse masculin aux Jeux olympiques d'été de 2012
Navigation
Pékin 2008 Rio de Janeiro 2016
L'épreuve de 200 m brasse hommes des Jeux olympiques d'été de 2012 a eu lieu le 31 juillet et le 1er août au London Aquatics Centre.

## Qualification
Pour participer à cette épreuve, les temps de qualification étaient de 2 min 11 s 74 pour le temps de qualification olympique (TQO) et de 2 min 16 s 35 pour le temps de sélection olympique (TSO) qui devaient être effectués entre le 1er mars 2011 et le 18 juin 2012. Un comité national olympique (CNO) pouvait inscrire 2 nageurs s'ils faisaient le TQO et 1 nageur s'il effectuait le TSO. Les CNO pouvaient inscrire des nageurs indépendamment du temps (1 nageur par sexe sur l'ensemble des épreuves) s'ils n'avaient pas de nageurs qui avaient réussi les temps de qualification nécessaires.

## Records
Avant cette compétition, les records dans cette discipline étaient les suivants :
| Record du monde  | 2 min 07 s 31 | Christian Sprenger | Australie | 30 juillet 2009 | Rome (Italie) | ,     |
| Record olympique | 2 min 07 s 64 | Kosuke Kitajima    | Japon     | 14 août 2008    | Pékin (Chine) | [ 4 ] |

## Médaillés
| Or            | Argent           | Bronze       |
| Dániel Gyurta | Michael Jamieson | Ryo Tateishi |

## Résultats

### Finale (1eraoût au soir)
| Rang                                | Ligne | Nom              | Nationalité     | Temps         | Notes |
| ----------------------------------- | ----- | ---------------- | --------------- | ------------- | ----- |
| Médaille d'or, Jeux olympiques      | 5     | Dániel Gyurta    | Hongrie         | 2 min 07 s 28 | RM    |
| Médaille d'argent, Jeux olympiques  | 4     | Michael Jamieson | Grande-Bretagne | 2 min 07 s 43 | RN    |
| Médaille de bronze, Jeux olympiques | 1     | Ryo Tateishi     | Japon           | 2 min 08 s 29 |       |
| 4                                   | 2     | Kosuke Kitajima  | Japon           | 2 min 08 s 35 |       |
| 5                                   | 6     | Scott Weltz      | États-Unis      | 2 min 09 s 02 |       |
| 6                                   | 7     | Clark Burckle    | États-Unis      | 2 min 09 s 25 |       |
| 7                                   | 8     | Brenton Rickard  | Australie       | 2 min 09 s 28 |       |
| 8                                   | 3     | Andrew Willis    | Grande-Bretagne | 2 min 09 s 44 |       |

### Demi-finales (31 juillet au soir)

#### Demi-finale 1
| Rang | Ligne | Nom                | Nationalité      | Temps         | Notes |
| ---- | ----- | ------------------ | ---------------- | ------------- | ----- |
| 1    | 4     | Michael Jamieson   | Grande-Bretagne  | 2 min 08 s 20 | Q, RN |
| 2    | 5     | Ryo Tateishi       | Japon            | 2 min 09 s 11 | Q     |
| 3    | 3     | Clark Burckle      | États-Unis       | 2 min 09 s 13 | Q     |
| 4    | 1     | Tales Cerdeira     | Brésil           | 2 min 09 s 77 |       |
| 5    | 6     | Giedrius Titenis   | Lituanie         | 2 min 09 s 95 |       |
| 6    | 8     | Christian vom Lehn | Allemagne        | 2 min 10 s 50 |       |
| 7    | 2     | Glenn Snyders      | Nouvelle-Zélande | 2 min 11 s 14 |       |
| 8    | 7     | Laurent Carnol     | Luxembourg       | 2 min 11 s 17 |       |

#### Demi-finale 2
| Rang | Ligne | Nom                   | Nationalité     | Temps         | Notes |
| ---- | ----- | --------------------- | --------------- | ------------- | ----- |
| 1    | 4     | Dániel Gyurta         | Hongrie         | 2 min 08 s 32 | Q     |
| 2    | 5     | Andrew Willis         | Grande-Bretagne | 2 min 08 s 47 | Q     |
| 3    | 6     | Scott Weltz           | États-Unis      | 2 min 08 s 99 | Q     |
| 4    | 3     | Kosuke Kitajima       | Japon           | 2 min 09 s 03 | Q     |
| 5    | 8     | Brenton Rickard       | Australie       | 2 min 09 s 31 | Q     |
| 6    | 2     | Viatcheslav Sinkevich | Russie          | 2 min 09 s 90 |       |
| 7    | 7     | Marco Koch            | Allemagne       | 2 min 10 s 73 |       |
| 8    | 1     | Scott Dickens         | Canada          | 2 min 11 s 71 |       |

### Séries (31 juillet le matin)
| Rang | Série | Ligne | Nom                     | Nationalité      | Temps         | Notes |
| ---- | ----- | ----- | ----------------------- | ---------------- | ------------- | ----- |
| 1    | 3     | 4     | Dániel Gyurta           | Hongrie          | 2 min 08 s 71 | Q     |
| 2    | 3     | 6     | Michael Jamieson        | Grande-Bretagne  | 2 min 08 s 98 | Q, RN |
| 3    | 5     | 3     | Andrew Willis           | Grande-Bretagne  | 2 min 09 s 33 | Q     |
| 4    | 4     | 4     | Ryo Tateishi            | Japon            | 2 min 09 s 37 | Q     |
| 5    | 5     | 4     | Kosuke Kitajima         | Japon            | 2 min 09 s 43 | Q     |
| 6    | 4     | 3     | Clark Burckle           | États-Unis       | 2 min 09 s 55 | Q     |
| 7    | 3     | 5     | Scott Weltz             | États-Unis       | 2 min 09 s 67 | Q     |
| 8    | 5     | 2     | Giedrius Titenis        | Lituanie         | 2 min 10 s 36 | Q     |
| 9    | 4     | 7     | Viatcheslav Sinkevich   | Russie           | 2 min 10 s 48 | Q     |
| 10   | 3     | 2     | Glenn Snyders           | Nouvelle-Zélande | 2 min 10 s 55 | Q     |
| 11   | 5     | 5     | Marco Koch              | Allemagne        | 2 min 10 s 61 | Q     |
| 12   | 5     | 6     | Laurent Carnol          | Luxembourg       | 2 min 10 s 83 | Q     |
| 13   | 2     | 4     | Scott Dickens           | Canada           | 2 min 10 s 95 | Q     |
| 14   | 4     | 2     | Tales Cerdeira          | Brésil           | 2 min 11 s 05 | Q     |
| 15   | 5     | 7     | Brenton Rickard         | Australie        | 2 min 11 s 41 | Q     |
| 16   | 4     | 5     | Christian vom Lehn      | Allemagne        | 2 min 11 s 66 | Q     |
| 17   | 3     | 8     | Matti Mattsson          | Finlande         | 2 min 11 s 81 |       |
| 18   | 5     | 1     | Lennart Stekelenburg    | Pays-Bas         | 2 min 12 s 02 |       |
| 19   | 4     | 6     | Henrique Barbosa        | Brésil           | 2 min 12 s 05 |       |
| 20   | 4     | 1     | Ákos Molnár             | Hongrie          | 2 min 12 s 42 |       |
| 21   | 2     | 5     | Slawomir Kuczko         | Pologne          | 2 min 12 s 51 |       |
| 22   | 3     | 1     | Igor Borysik            | Ukraine          | 2 min 12 s 61 |       |
| 23   | 2     | 2     | Tomas Klobucnik         | Slovaquie        | 2 min 13 s 40 |       |
| 24   | 4     | 8     | Yannick Kaeser          | Suisse           | 2 min 13 s 49 |       |
| 25   | 3     | 7     | Choi Kyu-Woong          | Corée du Sud     | 2 min 13 s 57 |       |
| 26   | 2     | 3     | Christian Schurr Voight | Mexique          | 2 min 14 s 16 |       |
| 27   | 3     | 3     | Panayiótis Samilídis    | Grèce            | 2 min 14 s 82 |       |
| 28   | 1     | 4     | Irakli Bolkvadze        | Géorgie          | 2 min 15 s 86 |       |
| 29   | 2     | 7     | Hunor Mate              | Autriche         | 2 min 15 s 98 |       |
| 30   | 2     | 6     | Nuttapong Ketin         | Thaïlande        | 2 min 16 s 07 |       |
| 31   | 2     | 1     | Jakob Johann Sveinsson  | Islande          | 2 min 16 s 72 |       |
| 32   | 1     | 5     | Dmitrii Aleksandrov     | Kirghizistan     | 2 min 17 s 92 |       |
| 33   | 5     | 8     | Chen Cheng              | Chine            | 2 min 19 s 83 |       |
| NC   | 1     | 3     | Tsilavina Ramanantsoa   | Madagascar       | NC            | DSQ   |